# Прокоп (присілок)
Проко́п (рос. Прокоп) — присілок у складі Парабельського району Томської області, Росія. Входить до складу Заводського сільського поселення.

## Населення
Населення — 317 осіб (2010; 336 у 2002).
Національний склад (станом на 2002 рік):
- росіяни — 86 %